# Jerzy Braun
Jerzy Walerian Braun (født 13. april 1911 i Bydgoszcz, død 8. marts 1968 i Crawley i England) var en polsk roer som deltog i de olympiske lege 1932 i Los Angeles og 1936 i Berlin.
Braun vandt sølvmedalje i roning ved OL 1932 med en andenplads i toer med styrmand efter USA; besætningen var foruden Braun Janusz Ślązak og Jerzy Skolimowski som styrmand. Braun var også med på den polske firer med styrmand, som kom på tredjepladsen efter Tyskland og Italien. Mandskabet på fireren var Braun, Janusz Ślązak, Stanisław Urban, Edward Kobyliński og Jerzy Skolimowski som styrmand.
Ved OL fire år senere i Berlin deltog han igen i toer med styrmand, der havde samme besætning som i 1932. Denne gang formåede båden ikke at komme i finalen, idet, det blev til en tredjeplads i andet semifinaleheat, hvorfra kun de to bedste avancerede til finalen.